# Isaac Stern
Isaac Stern (21. července 1920, Kremenec – 22. září 2001, New York) byl houslista a dirigent.

## Biografie
Narodil se do židovské rodiny ve městě Kremenec na území dnešní Ukrajiny. Když mu bylo čtrnáct měsíců, přestěhoval se s rodiči do San Francisca, kde se také jako dítě začal věnovat hudbě; jeho prvním učitelem byla jeho matka. Roku 1928 začal docházet na hudební konzervatoř San Francisco Conservatory of Music, kde zůstal tři roky a později studoval soukromě u houslisty Louise Persingera.
Jeho první veřejné představení proběhlo ve věku šestnácti let, kdy vystupoval za doprovodu orchestru San Francisco Symphony, který dirigoval Pierre Monteux. Později byl jedním z klíčových osob, kteří pomohli zachránit newyorskou koncertní síň Carnegie Hall před demolicí.
V roce 1966 natočil se Symfonickým orchestrem hl. m. Prahy FOK pod vedením Jindřicha Rohana houslové koncerty Felixe Mendelssohna-Bartholdyho.
Zemřel na srdeční selhání ve věku 81 let v newyorské nemocnici.